# Ruppertsberg
Ruppertsberg település Németországban, Rajna-vidék-Pfalz tartományban. Lakosainak száma 1433 fő (2023. december 31.).

## Népesség
A település népességének változása:
| Lakosok száma | 1205 | 1463 | 1452 | 1440 | 1457 | 1433 |
|               | 1975 | 2017 | 2019 | 2021 | 2022 | 2023 |